# Ville-sur-Illon
Ville-sur-Illon is een gemeente in het Franse departement Vosges (regio Grand Est) en telt 480 inwoners (2004). De plaats maakt deel uit van het arrondissement Épinal.

## Geografie
De oppervlakte van Ville-sur-Illon bedraagt 17,9 km², de bevolkingsdichtheid is 26,8 inwoners per km².
De onderstaande kaart toont de ligging van Ville-sur-Illon met de belangrijkste infrastructuur en aangrenzende gemeenten.

## Demografie
Onderstaande figuur toont het verloop van het inwonertal (bron: INSEE-tellingen).